# Ligue A 2023-2024 (calcio Burundi)
La Ligue A 2023-2024, nota anche come Primus Ligue 2023-2024 per motivi di sponsorizzazione, è stata la sessantesima edizione della massima divisione del campionato burundese di calcio. Il campionato è iniziato il 18 agosto 2023 ed è terminato il 5 maggio 2024.
Il Bumamuru è la squadra campione in carica, avendo vinto il suo primo titolo nazionale nell'edizione 2022-2023.

## Stagione

### Novità
Al termine della scorsa stagione sono state inizialmente retrocesse in Ligue B le ultime tre classificate: Bujumbura City, Dynamik e Top Junior. In aggiunta l'Athletico New Oil ha cessato le attività e non si è iscritto al campionato successivo; il Dynamik ha chiesto e ottenuto il ripescaggio, evitando la retrocessione. Dalla Ligue B sono state promosse LLB Amasipiri, Moso Sugar e Telaviv.

### Formula
Le 16 squadre partecipanti giocano un girone all'italiana con partite di andata e ritorno, per un totale di 30 giornate. Al termine della stagione, la prima classificata è campione del Burundi e si qualifica per la CAF Champions League 2024-2025, mentre le ultime tre vengono retrocesse in Ligue B.

## Squadre partecipanti
| Squadra            | Città     | Stagione precedente  |
| ------------------ | --------- | -------------------- |
| Aigle Noir         | Makamba   | 5° in Ligue A        |
| Bumamuru           | Cibitoke  | Campione del Burundi |
| Dynamik            | Bujumbura | 15° in Ligue A       |
| Flambeau du Centre | Gitega    | 2° in Ligue A        |
| Inter Star         | Bujumbura | 13° in Ligue A       |
| Kayanza United     | Kayanza   | 7° in Ligue A        |
| Le Messager Ngozi  | Ngozi     | 3° in Ligue A        |
| LLB Amasipiri      | Bujumbura | Ligue B              |
| Magara Young Boys  | Magara    | 11° in Ligue A       |
| Moso Sugar         | Gihofi    | Ligue B              |
| Musongati          | Gitega    | 8° in Ligue A        |
| Olympic Star       | Muyinga   | 9° in Ligue A        |
| Rukinzo            | Bujumbura | 6° in Ligue A        |
| Telaviv            | Bujumbura | Ligue B              |
| Tigre Noir         | Bujumbura | 10° in Ligue A       |
| Vital'O            | Bujumbura | 4° in Ligue A        |

## Classifica
|                    | Pos. | Squadra                | Pt | G  | V  | N  | P  | GF | GS | DR  |
| ------------------ | ---- | ---------------------- | -- | -- | -- | -- | -- | -- | -- | --- |
| Burundi (bandiera) | 1.   | Vital'O                | 72 | 30 | 22 | 6  | 2  | 52 | 11 | +41 |
|                    | 2.   | Flambeau du Centre     | 69 | 30 | 21 | 6  | 3  | 51 | 18 | +33 |
|                    | 3.   | Musongati              | 60 | 30 | 18 | 6  | 6  | 41 | 16 | +25 |
|                    | 4.   | Rukinzo                | 57 | 30 | 18 | 3  | 9  | 50 | 32 | +18 |
|                    | 5.   | Aigle Noir             | 53 | 30 | 16 | 5  | 9  | 39 | 26 | +13 |
|                    | 6.   | Le Messager Ngozi      | 52 | 30 | 15 | 7  | 8  | 40 | 28 | +12 |
|                    | 7.   | Olympic Star           | 45 | 30 | 11 | 12 | 7  | 36 | 25 | +11 |
|                    | 8.   | Bumamuru               | 44 | 30 | 12 | 8  | 10 | 46 | 34 | +12 |
|                    | 9.   | Burundi Sports Dynamic | 36 | 30 | 9  | 9  | 12 | 46 | 50 | -4  |
|                    | 10.  | LLB Académic           | 33 | 30 | 8  | 9  | 13 | 29 | 35 | -6  |
|                    | 11.  | Moso Sugar             | 31 | 30 | 7  | 10 | 13 | 29 | 37 | -8  |
|                    | 12.  | Kayanza United         | 28 | 30 | 7  | 7  | 16 | 29 | 44 | -15 |
|                    | 13.  | Inter Star             | 27 | 30 | 7  | 6  | 17 | 26 | 47 | -21 |
|                    | 14.  | Telaviv                | 26 | 30 | 7  | 5  | 18 | 32 | 66 | -34 |
|                    | 15.  | Tigre Noir             | 25 | 30 | 6  | 7  | 17 | 18 | 37 | -19 |
|                    | 16.  | Magara Young Boys      | 8  | 30 | 2  | 2  | 26 | 25 | 83 | -58 |

Legenda
      Campione del Burundi e ammessa alla CAF Champions League 2024-2025.
      Retrocessa in Ligue B 2024-2025.
Note:
Tre punti a vittoria, uno a pareggio, zero a sconfitta.